# Otodus sokolovi
Otodus sokolovi "El diente en forma de oreja de Sokolov", del griego ὠτ (ōt, que significa "oreja") y ὀδούς (odoús, que significa "diente") - por lo tanto "diente en forma de oreja", es una especie prehistórica extinta de tiburón megadentado del género Otodus o del subgénero Carcharocles, que vivió en el Eoceno al Oligoceno, hace unos 47,8 a 28 millones de años en Kazajstán, Uzbekistán, Sáhara Occidental, Irán en África y la Asia . Medía unos 6 metros de largon.[cita requerida] Está relacionado con el famoso O. (C.) megalodon.

## Taxonomía
La clasificación de O. sokolovi es controvertida. Fue nombrado originalmente por Jaekel como una especie del género Carcharodon. Ese mismo año pasó a llamarse Carcharodon sokolovi. Sin embargo, en 1960 fue reclasificado por el naturalista Leonid Glickman como una especie del género extinto Carcharocles. Se alineó en la evolución del megalodon, ubicando luego a: O. obliquus - C. auriculatus - C. sokolovi - C. angustidens - C. chubutensis y finalmente a C. megalodon en el Mioceno.
Sin embargo, hoy en día el género Carcharocles se considera inválido y potencialmente sinónimo de Otodus. Esto proviene de un estudio de 2012 que cuestiona su validez, donde el estudio presenta que el género Carcharocles no se puede distinguir de Otodus.

## Tamaño
Los individuos más grandes tenían aproximadamente el mismo tamaño que el gran tiburón blanco, unos 6 metros de largo.